# Beauveria bassiana
Beauveria bassiana, antaño llamado Botrytis bassiana, es un hongo ascomiceto mitospórico que crece de forma natural en los suelos de todo el mundo. Su poder entomopatógeno le hace capaz de parasitar a insectos de diferentes especies, causando la enfermedad de la muscardina blanca, que afecta sobre todo como plaga al gusano de seda. Pertenece a los hongos entomopatógenos y actualmente es utilizado como insecticida biológico o biopesticida controlando un gran número de parásitos de las plantas como orugas, termitas, moscas blancas, áfidos, escarabajos y tisanópteros.

## Descubrimiento
La especie lleva el nombre del entomólogo italiano Agostino Bassi, el cual observó en 1835 la aparición de la enfermedad muscardina sobre los cuerpos de algunos gusanos de seda (Bombyx mori).

## Morfología del hongo
En medios de cultivo específicos, el hongo Beauveria bassiana crece formando un moho blanquecino o amarillento.

## Ciclo infectivo
El modo de acción de este hongo entomopatógeno consta de diferentes etapas. Cuando las esporas microscópicas del hongo entran en contacto con las células de la epicutícula del insecto, estas se adhirieren e hidratan. Las esporas germinan y penetran la cutícula del insecto. Una vez dentro, las hifas crecen destruyendo las estructuras internas del insecto y produciendo su muerte al cabo de unas horas. Tras ello, si las condiciones ambientales son favorables, pueden emerger del cadáver esporas del hongo con capacidad para ser propagadas de nuevo y reinfectar a nuevos insectos.

## Utilización en el control biológico de plagas

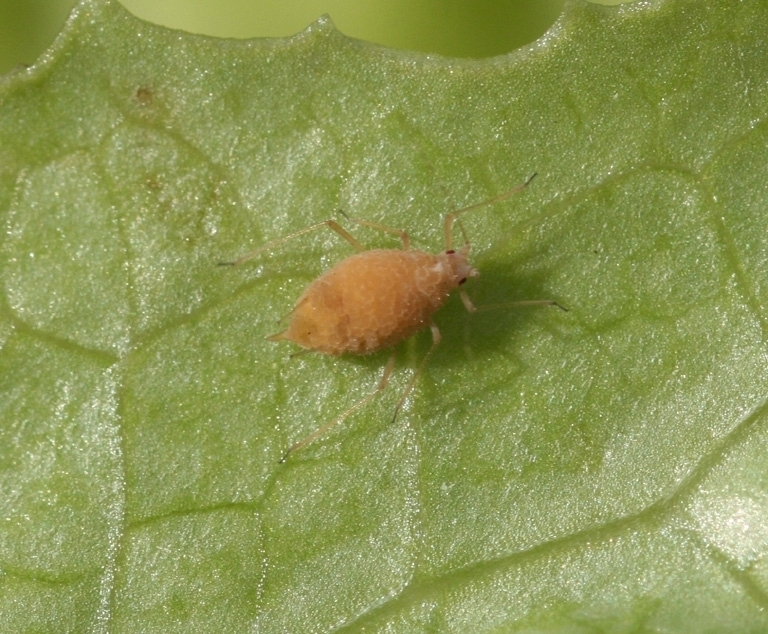
Áfido muerto por infección de Beauveria bassiana

Algunos productos basados en el poder entomopatógeno de Beauveria bassiana se están empleando como insecticidas biológicos o biopesticidas registrados, si bien deben tenerse en cuenta tanto el poder patógeno de cada una de las cepas como la concentración de los productos y los tipos de formulación que protegen las esporas vivas del hongo.  Estos pesticidas son considerados amigables con el ambiente por su especificación, ya que su efecto sobre los humanos y mucha vida silvestre no es significativo, sin embargo tienen efecto perjudicial sobre los polinizadores y sobre muchos otros insectos beneficiosos. También pueden llegar a causar problemas respiratorios.
Actualmente,[¿cuándo?] en la ciudad de Elche se está utilizando para acabar con la plaga del picudo rojo, gorgojo que afecta al Palmeral de Elche, Patrimonio de la Humanidad compuesto por cientos de miles de palmeras en entorno urbano y rural.